# Автомагістраль M5 (Росія)
Автомагістраль M5 або автомагістраль «Урал» — головна автомагістраль, що прямує у напрямку Москва — Уральські гори завдовжки 1879 км. Є частиною Європейського маршруту E30 та Транссибірської автомагістралі.
Шосе починається від перетинання МКАДу і Волгоградського проспекту і прямує на південний схід через Люберці, перетинає Оку в Коломні.
Автомагістраль «Урал» прямує через дев'ять регіонів Росії, проходячи через небезпечний гірський перевал біля Челябінська. Дорога продовжується від Челябінська далі на схід до Омська, Новосибірська, Іркутська як M51.

## Маршрут
Федеральна автомобільна дорога М-5 «Урал» починається на перетині МКАД і Волгоградського проспекту, далі йде в південно-східному напрямку по території Московської області, проходячи по південно-західній околиці Люберців, далі по окружним дорогам навколо Бронниць, Коломни, через Луховиці. У Московській області траса «Урал» перетинає річки Москва (біля села Заозерьє Раменського району і під Коломна) і Оку (також в районі Коломни).
Далі траса прямує Рязанською областю у південно-східному і східному напрямках, проходить неподалік від Рибного (на північний схід від траси), оминає Рязань по об'їзній дорозі по західній і південній околицях, прямує неподалік від Шилово і Сасово (на північ від траси), прямує через Шацьк (також можливо проїхати по об'їзній дорозі з 2007 року). У Рязанській області траса перетинає річки Проню і Цну, а також безліч малих річок, прямує по шляхопроводам над залізничною гілкою Кустаревка — Вернадовка (402 км) і над лінією Транссибу (414 км). Ці шляхопроводи були споруджені недавно, до їх появи існували переїзди, на яких утворювалися багатокілометрові затори.
Далі — по території Республіки Мордовія у південно-східному напрямку через селища Умет і Зубова Поляна. Частиною дороги є під'їзд до міста Саранськ на 458 км основної траси.
Потім прямує Пензенською областю у східному і південно-східному напрямках через Спаськ, оминає по об'їзній дорозі по північних і східних околицях Нижній Ломов, далі через селище Мокшан і село Рамзай, по об'їзній дорозі прямує по північній околиці Пензи, далі — на північ від Зарічного і на південь від Кузнецька.
Далі траса прямує у східному напрямку Ульяновською областю.
Далі тереном Самарської області у східному напрямку, прямує по північній околиці Сизрані і на північ від Октябрськ, далі — вздовж берега Саратовського водосховища, далі в північному напрямку через Жигульовськ, греблю Жигульовської ГЕС, через Тольятті, повертає на схід, потім — на південний схід, проходить на північ від Самари і на перехресті неподалік від Новосімейкіно повертає на північний схід і далі на схід.
Далі траса прямує у північно-східному напрямку по території Оренбурзької області та Республіки Татарстан, у східному напрямку — по території Республіки Башкортостан, проходить по південних околицях міст Октябрський та Уфи. На території Башкортостану дорога під Уфою перетинає річки Дьому і Білу (Агідель).
Далі траса прямує по території Челябінської області у східному, північно-східному, південно-східному напрямках. На повороті на Кропачево з траси йдуть багато автомобілів, що прямують на Єкатеринбург (по Р350 Месягутово — Красноуфимськ — Ачит і далі по Р242 Перм — Єкатеринбург). Далі — невелика дільниця, територіально проходить знову по Башкортостану (ділянка між Шарлаш і Усть-Катав), потім траса проходить по південній околиці Усть-Катав, на північ від Юрюзані, на південь від Сатки, Златоуста, Міас, Чебаркуля і завершується у Челябінську. На 1852 км від основної траси, через Об'їзд міста Челябінська відгалужується під'їзд до міста Єкатеринбург.
Волгоградський проспект
0 км — Москва
Новорязанське шосе
23 км — Чулково
44 км — Бронниці
70 км — Степанщино
93 км — Коломна
116 км — Луховиці
Рязанська область
181 км — Рязань
302 км — Путятино
345 км Шацьк
Республіка Мордовія
440 км — Зубова Поляна
Пензенська область
472 км — Спаськ
525 км — Нижній Ломов
593 км — Мокшан
634 км — Пенза
706 км — Чаадаївка
745 км — Кузнецьк
761 км — Євлашево
Ульяновська область
822 км — Новоспаське
Самарська область
887 км — Сизрань
930 км — Мєждуреченськ
969 км — Жигулевськ: Міст через Волгу
972 км — Тольятті
1032 км — Перетинання з М32 E121
1043 км — Красний Яр
1115 км — Суходол
1178 км — Стара Баликла
Оренбурзька область
1204 км — Сєвєрноє
Республіка Татарстан
1271 км — Бавли
Республіка Башкортостан
1285 км — Октябрський
1324 км — Серафимовський
1392 км — Коб-Покровка
1459 км — Уфа, М7 E017
Челябінська область
1582 км — Сім
1625 км — Юрюзань
1671 км — Сатка
1759 км — Міас
1777 км — Чебаркуль
1850 км — перетинання з Обходом міста Челябінська (вихід на М36 (А-310), E123, М51 E30)
1879 км — Челябінськ